# Puente Francisco del Rosario Sánchez
El Puente Francisco del Rosario Sánchez, en la República Dominicana, fue inaugurado en el año 1973 por el entonces presidente Dr. Joaquín Balaguer, es el 3.er puente más transitado en el gran Santo Domingo. El puente Francisco del Rosario Sánchez o puente de la 17, es el tercero construido por el gobierno de Joaquín Balaguer, después del Puente Matías Ramón Mella.
- Datos: Q5479651